# Lactarius torminosus
Lactarius torminosus (Schaeff.) Gray, 1774 è un fungo appartenente alla famiglia Russulaceae, molto comune in Nord Africa, Asia settentrionale, Europa e Nord America. Fu descritto scientificamente come Agaricus nel 1774 da Jacob Christian Schäffer, ma venne trasferito nel 1821 al genere Lactarius da Samuel Frederick Gray. Ufficialmente questa specie è diventata specie tipo del genere Lactarius soltanto nel 2011, in seguito a studi che avevano modificato molto la tassonomia della famiglia Russulaceae. 
Ne esiste una varietà, L. torminosus var. nordmanensis, che proviene da Canada, Stati Uniti e Svizzera. 
È una specie micorrizica che vive associata a molti alberi, soprattutto alla betulla. I corpi fruttiferi crescono sia in gruppi che solitari, solitamente in foreste temperate. Il cappello è convesso con una depressione centrale, di colore rosato, a volte tendente all'ocra, spesso con fasce concentriche più chiare e più scure. Il bordo del cappello è involuto, sul lato inferiore sono presenti delle lamelle fitte, color carne. Il gambo è più chiaro, con una carne fragile e una superficie leggermente lanuginosa. Se tagliato, trasuda lattice che non cambia colore. Questo lo distingue dalla varietà nordmanensis, il cui lattice vira verso il giallo. Si distingue dai congeneri L. pubescens e L. villosus grazie ad alcune differenze nella morfologia, nella colorazione e nella forma delle spore.
In Russia e in Finlandia è apprezzato per il sapore piccante e viene consumato dopo un'adeguata preparazione, ma può causare disturbi al sistema digestivo se mangiato crudo; le tossine che gli conferiscono il gusto forte vengono neutralizzate dalla cottura. Alcuni studi hanno identificato in questo fungo varie tossine, tra cui ergosterolo e diversi suoi derivati.

## Descrizione

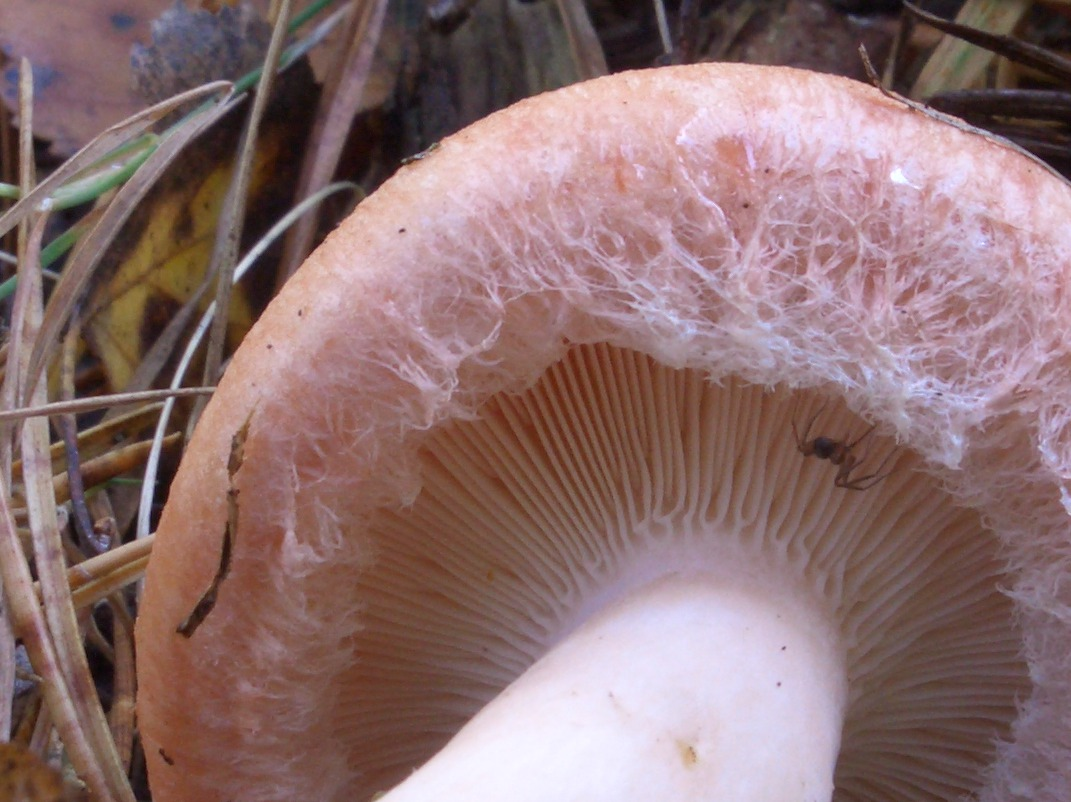
Bordo di esemplare giovane

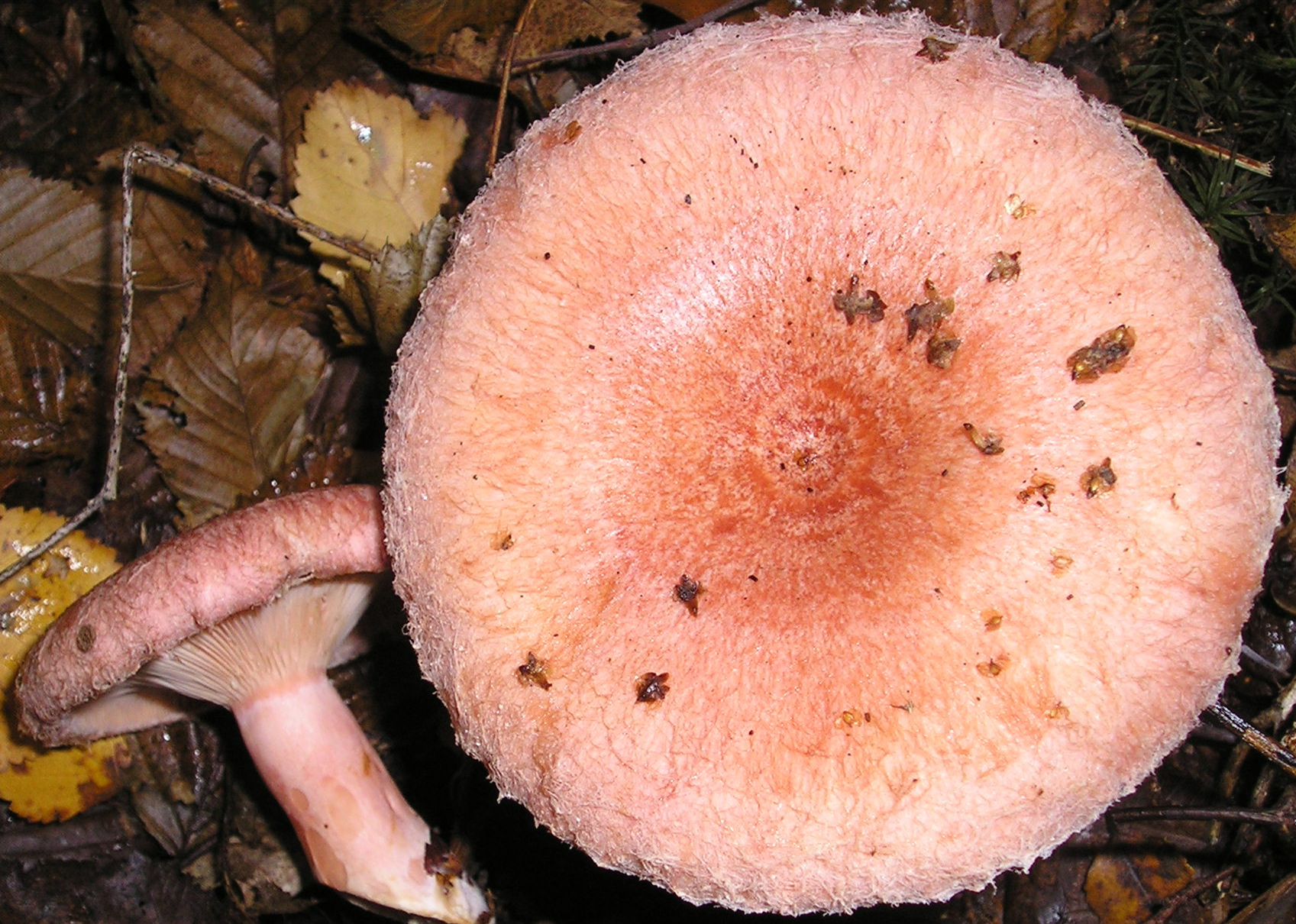
Adulto; qui le fasce di colori diversi sono quasi assenti

Il cappello è largo dai 2 ai 12 cm, inizialmente convesso; con la crescita, al centro si sviluppa una depressione più o meno accentuata, che dà al fungo l'aspetto di un imbuto.. Negli esemplari più giovani il margine è tomentoso, cioè ricoperto da una spessa peluria che forma un velo, coprendo parzialmente le lamelle. Anche il resto del cappello all'inizio è tomentoso, poi diventa liscio. La superficie è leggermente appiccicosa; la colorazione varia dal rosa chiaro all'arancione, più chiaro verso il margine, ma con diverse fasce concentriche più scure. Anche quest'ultima caratteristica è meno evidente negli esemplari più vecchi, che assumono quasi un unico colore. Le lamelle sono decorrenti, bianche o rosate. La carne è soda e fragile, ma tende a diventare flaccida con l'età. Il lattice che esce dai tessuti è bianco o color crema, non cambia colore, nemmeno se esposto all'aria, e non macchia le lamelle. L'odore è pungente, il sapore acre.
Il gambo è alto 1,5 – 8 cm e spesso 0,6 – 2 cm. La sua superficie è asciutta, liscia ma leggermente pruinosa, con un colore che varia dal rosa pallido all'arancione; a volte può essere macchiato. All'interno del gambo è presente una sostanza morbida, bianca, ma con l'età il gambo diventa cavo. In alcuni casi alla base del gambo può essere visibile il micelio.
Durante la formazione del corpo fruttifero di questa specie il margine del cappello, costituito da ife filamentose che crescono verso l'esterno e verso il basso, tende a piegarsi verso il gambo, formando poi un lembo di tessuto quasi parallelo al gambo stesso. In caso di ulteriore sviluppo le ife aderiscono alla superficie imeniale del gambo, coprendo basidi e cistidi già presenti. La congiunzione tra i due tessuti ha una sua utilità: infatti può formare una cavità che protegge temporaneamente i basidi, anche se sono già fertili quando il bordo inizia a crescere.

### Caratteristiche microscopiche
La sporata è color crema o gialla pallida, le spore hanno dimensioni che variano dai 8-10,2 ai 5,8-6,6 µm e una forma ellittica. La superficie è parzialmente reticolata, con piccole creste alte 0,5-0,7 µm e qualche sporgenza isolata. I basidi hanno quattro spore, sono a forma di clava e misurano da 30-47,7 a 7,3-8,2 µm. I pleurocistidi sono grandi da 40,3-80,0 a 5,1-9,5 µm, e hanno una forma a fuso, ventricosa. I cheilocistidi sono più piccoli, dai 30-52 a 4,5-8,0 µm. La pellicola pileica è formata da ife gelatinose, filiformi e intrecciate, di 2,5-7,3 µm di larghezza.

### Varietànordmanensis
Questa varietà fu descritta nel 1960 da Alexander Smith che ne raccolse l'olotipo nel 1956 nell'Idaho. Mostra una grande somiglianza con L. torminosus, ma ha una gamma più ampia di formati di spore. Il suo lattice al contatto con l'aria ingiallisce leggermente e macchia i tessuti del fungo, per cui nel 1979 Hesler e Smith la spostarono ad uno status di varietà. Lactarius torminosus var. nordmanensis è stato localizzato in California, Idaho, Michigan, Wisconsin, Quebec e Svizzera. Somiglia ad una varietà di L. pubescens, Lactarius pubescens var. betulae, dalla quale si distingue per i pleurocistidi più lunghi, le spore di dimensioni maggiori e il sapore decisamente acre. 

### Specie simili

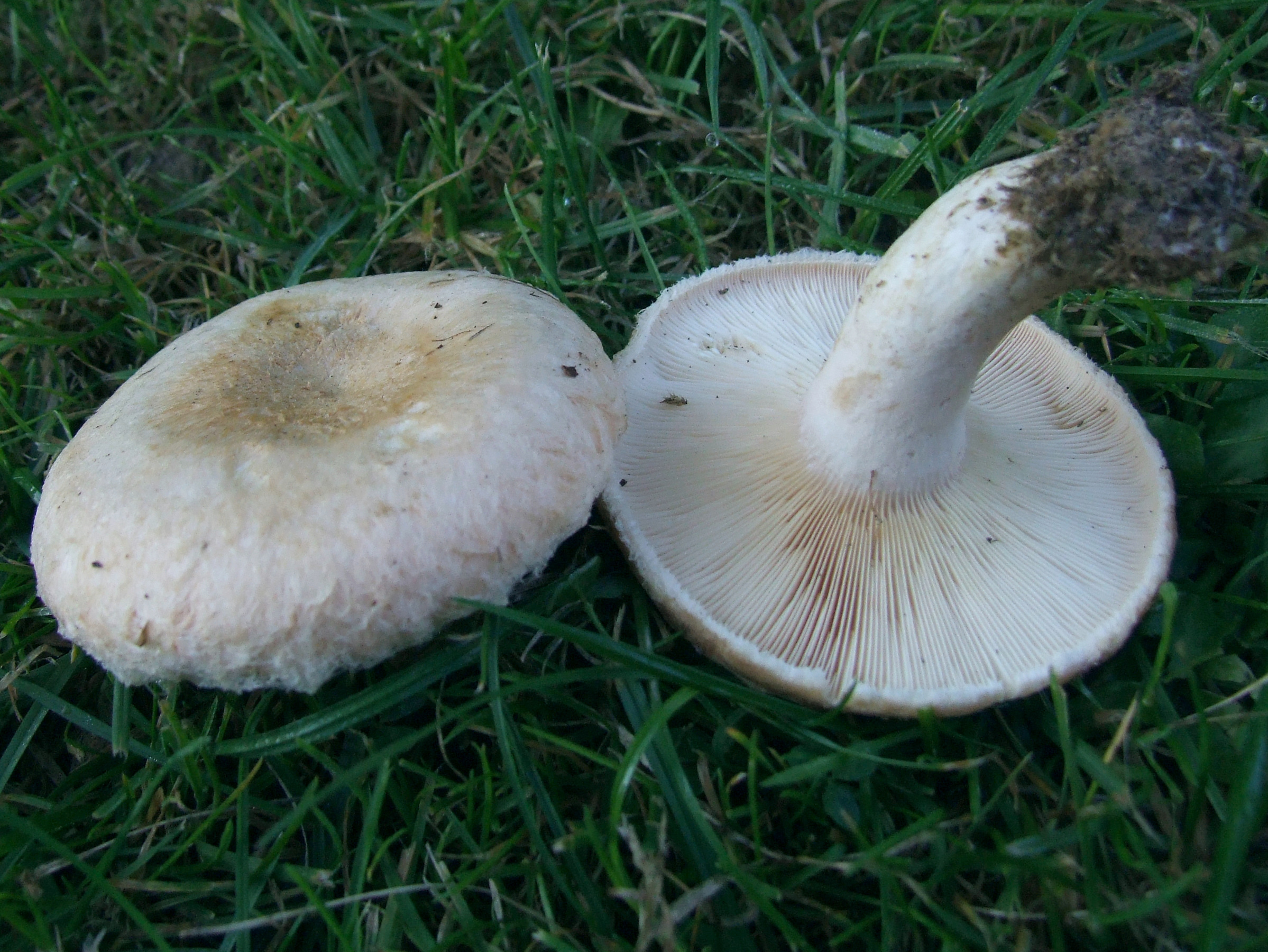
Lactarius pubescens

Il margine tomentoso, la colorazione rosata, il sapore decisamente acre e l'associazione con le betulle dovrebbero rendere questa specie facilmente riconoscibile, tuttavia può essere confusa con altre, per esempio, con L. torminosulus, che però è una specie artica che vive in associazione con Betula nana e Betula glandulosa.
Le possono somigliare gli esemplari immaturi di L. scrobiculatus, ma il loro lattice diventa rapidamente giallo e sul loro gambo sono presenti diverse zone incavate. Si distingue da L. cilicioides perché in quest'ultimo mancano le fasce di colori alternati e le spore sono più piccole; L. pubescens è invece nettamente più chiaro. L. controversus non ha il margine peloso, L. mairei è raro e si trova associato a querce, solitamente su suoli calcarei.
L. subtorminosus, particolarmente simile alla L. torminosus, ha le spore sferiche, che misurano dai 5,5-7 ai 5.5-6.5 µm.

## Commestibilità
Il sapore molto acre del fungo può provocare una seria irritazione della lingua, pertanto alcuni autori definiscono questa specie tossica, facendo inoltre notare che può causare una gastroenterite da lieve a mortale. In una sua pubblicazione Hans Steidle dimostrò che il fungo ingerito non era tossico per organismi unicellulari o a sangue freddo, ma che il lattice ricavato dai corpi fruttiferi iniettato sotto la pelle di una rana ne causava la paralisi e la morte. I sintomi sperimentati dopo il consumo a crudo comprendono nausea, vomito e diarrea, che iniziano circa un'ora dopo l'ingestione. La gastroenterite di solito si risolve senza trattamento in un paio di giorni.
Ciononostante, il fungo è largamente usato e anche commercializzato in Finlandia, Russia e altri paesi del nord-est europeo, dove si mangia dopo la bollitura e immersione nella salamoia o sottaceto. In Norvegia viene tostato e aggiunto al caffè. I campioni di funghi finlandesi analizzati hanno risultato contenere (sostanza secca): proteine 17,2%, fosforo 0,46%, calcio 0,12%, magnesio 0,088%, potassio 2,97% e sodio 0,011%.

## Chimica

Struttura del velleral

Il composto responsabile della tossicità di questo fungo se assunto crudo è il velleral, dal sapore pungente, che si trova in una concentrazione di 0,16 mg per ogni grammo. Questa sostanza proviene dalla decomposizione dell'acido stearico. Le ife che producono il lattice, per proteggersi dai predatori, secernono anche sostanze tossiche che possono avere applicazioni in chimica farmaceutica. Alcune di esse sono sesquiterpeni, e sono prodotte anche da L. rufus, L. deliciosus e L. blennius.
Contiene inoltre steroli, soprattutto ergosteroli (60,5 %), e loro derivati. I ricercatori hanno anche identificato 28 composti volatili che formano l'odore di questo fungo. Molti di questi sono composti alcolici e carbonilici ad otto atomi di carbonio. Il composto volatile predominante (circa il 90%) è Oct-1-en-3-one, sostanza comune nei funghi.

## Tassonomia
Il naturalista tedesco Jacob Christian Schäffer fu il primo a descrivere questa specie, ascrivendola al genere Agaricus nel 1774. Sette anni dopo, nel 1781, Jean Baptiste Bulliard descrisse una specie che chiamò Agaricus necator e la illustrò nel primo volume della sua Herbier de la France; questo nome e il suo sinonimo Lactarius necator, derivante dal trasferimento della specie a Lactarius fatto da Christian Hendrik Persoon nel 1800, sono entrambi considerati sinonimi di L. torminosus. Otto Kuntze ha scelto di porlo nel genere Lactifluus, mentre Paul Kummer in Galorrheus. Secondo Index Fungorum, un altro sinonimo è Lactarius necans.
Il nome torminosus significa "tormentare", o "provocare coliche", e si riferisce ai disturbi gastrointestinali causati dal consumo di questo fungo crudo. Secondo la classificazione di Hesler e Smith del 1979 del genere Lactarius, L. torminosus appartiene al sottogenere Piperites, le cui specie sono caratterizzate dalla presenza di lattice che non ingiallisce dopo l'esposizione all'aria e che non macchia la superficie del fungo. Secondo un'analisi filogenetica europea sul genere Lactarius, L. torminosus è in un clade che comprende L. torminosulus, e queste due specie sono strettamente legate a un gruppo che comprende L. tesquorum, L. scoticus, e L. pubescens.
Un'analisi del 2008 ha dimostrato che le specie distribuite nei generi Lactarius e Russula avevano in realtà ulteriori distinzioni tra di loro; però il Nomenclatural Committee for Fungi e poi l'International Botanical Congress nel 2011 accettarono la proposta di conservare L. torminosus come specie tipo del genere Lactarius.

## Distribuzione e habitat

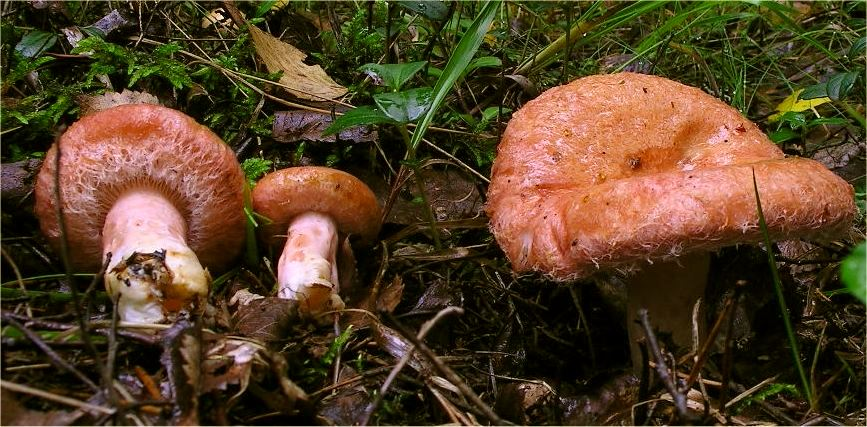
L. torminosus in Svezia

È una specie micorrizica, e come tale svolge un ruolo importante nel facilitare l'assorbimento di nutrienti e di acqua da parte degli alberi. Cresce in associazione con betulla e Tsuga. Predilige zone caratterizzate da climi boreali e temperati, anche regioni subartiche. È stata localizzata in Nord Africa, Asia settentrionale, Europa e Nord America, dove a volte si associa con il pioppo. Si trova anche negli ambienti urbani, quando ci sono betulle nelle vicinanze. Uno studio in Scozia ha concluso che vive soprattutto nei boschi più anziani. 
I corpi fruttiferi crescono sul terreno, sparsi o in gruppi, e fanno parte della dieta dello scoiattolo rosso; fungono inoltre da siti riproduttivi per alcuni insetti delle famiglie Drosophilidae e Mycetophilidae. Possono essere parassitati da Hypomyces lithuanicus, che causa la produzione di una crema ocra o color cannella o la deformazione delle lamelle.